# Vérteshalfélék
A reszelőhalfélék (Monacanthidae) a csontos halak osztályában a gömbhalalakúak (Tetraodontiformes) rendjébe tartozó család.

## Rendszerezés
A családba az alábbi nemek tartoznak:
- Acanthaluteres
- Acreichthys
- Aluterus
- Amanses
- Anacanthus
- Brachaluteres
- Cantherhines
- Cantheschenia
- Chaetodermis
- Colurodontis
- Enigmacanthus
- Eubalichthys
- Lalmohania
- Meuschenia
- Monacanthus
- Nelusetta
- Oxymonacanthus
- Paraluteres
- Paramonacanthus
- Pervagor
- Pseudalutarius
- Pseudomonacanthus
- Rudarius
- Scobinichthys
- Stephanolepis
- Thamnaconus